# Hylomyscus thornesmithae
Hylomyscus thornesmithae és una espècie de mamífer rosegador de la família dels múrids. És endèmic de la República Democràtica del Congo, on viu a altituds superiors a 320 msnm. El seu hàbitat natural són els boscos secundaris. Té una llargada de cap a gropa de 83 mm, la cua un 46% més llarga que el cos i un pes de 13,9 g (valors mitjans). Fou anomenat en honor d'Ellen Thorne Smith.